# Алиева, Пери
Пери Алиева (урожденная Гасанова) (азерб. Pəri Əliyeva; апрель 1908, Баку — ноябрь 1992, Баку) — журналистка, педагог, ответственный секретарь журнала «Азербайджан гадыны» (1930-е годы). Была сестрой руководителя подпольной организации сопротивления партии «Мусават» Дадаша Гасанова, расстрелянного большевиками в 1927 году, и женой народного комиссара лёгкой промышленности Искандера Алиева, репрессированного в 1938 году.

## Биография
Родилась в апреле 1908 года в Баку в семье купца Абдула Гусейна, уроженца из Шуши.
В 1926 году окончила Бакинскую школу для девочек, а в 1930 году — отделение лингвистики факультета востоковедения Азербайджанского государственного университета.
В 1931 году вступает в брак с работавшим на высоких должностях в народном хозяйстве Азербайджанской ССР Искандером Алиевым. Вскоре после замужества принимает фамилию Алиева. В том же году поступает в аспирантуру кафедры языка и литературы.
В 1930-х годах работает в журнале «Азербайджан гадыны», который издавался в Баку, и становится ответственным секретарем.
В 1938 году её муж Искандер Алиев был объявлен «врагом народа» и арестован, а в 1941 году сослан в Казахскую ССР. После этого снова начался период преследований. В связи с арестом мужа она отстраняется от занимаемой должности в журнале «Азербайджан гадыны». Некоторое время работала на различных должностях в Азербайджанском государственном театральном музее, в 1941 году короткое время занимала должность заведующего этим театром, но в 1942 году, чтобы избежать преследований, была вынуждена переехать и стала учителем русского языка и литературы в средней школе города Барда.
В 1953 году возвращается в Баку, где преподает русский язык и литературу в вечерней средней школе № 51 (располагалась в здании нынешней школы № 189/190).
В 1956 году, после реабилитации своего мужа и возвращения в Баку, уходит на пенсию и не занимается общественной деятельностью.
Скончалась в ноябре 1992 года в городе Баку.